# Bodensteinsches Quasistationaritätsprinzip
Das Bodensteinsche Quasistationaritätsprinzip (nach Max Bodenstein; auch Bodenstein'sche Quasistationaritätshypothese, Quasistationaritätsbedingung oder nur Quasistationarität) ist eine mathematische Näherung der chemischen Kinetik für chemische Reaktionen, die über reaktive Zwischenprodukte verlaufen. Mithilfe dieser Näherung können mathematisch komplizierte Geschwindigkeitsgleichungen sehr vereinfacht werden. Das Bodensteinsche Quasistationaritätsprinzip wird zum Beispiel im Lindemann-Mechanismus verwendet.
Betrachtet man zum Beispiel ein Edukt {\displaystyle {\text{A}}}, welches sich mit einer Geschwindigkeitskonstanten {\displaystyle k_{1}} irreversibel zu einem Zwischenprodukt {\displaystyle {\text{B}}} umsetzt, welches mit der Geschwindigkeitskonstanten {\displaystyle k_{2}} weiter irreversibel zum Endprodukt {\displaystyle {\text{C}}} reagiert:
{\displaystyle {\text{A}}\ {\overset {k_{1}}{\rightarrow }}\ {\text{B}}\ {\overset {k_{2}}{\rightarrow }}\ {\text{C}}}
So ergeben sich folgende Geschwindigkeitsgesetze:
{\displaystyle {\frac {\mathrm {d} [{\text{A}}]}{\mathrm {d} t}}=-k_{1}[{\text{A}}]}
{\displaystyle {\frac {\mathrm {d} [{\text{B}}]}{\mathrm {d} t}}=k_{1}[{\text{A}}]-k_{2}[{\text{B}}]}
{\displaystyle {\frac {\mathrm {d} [{\text{C}}]}{\mathrm {d} t}}=k_{2}[{\text{B}}]}
Nach dem Bodensteinschen Quasistationaritätsprinzip kann angenommen werden, dass die Konzentration des Zwischenprodukts {\displaystyle [{\text{B}}]} sich nicht ändert:
{\displaystyle {\frac {\mathrm {d} [{\text{B}}]}{\mathrm {d} t}}=k_{1}[{\text{A}}]-k_{2}[{\text{B}}]\approx 0}
Daraus folgt:
{\displaystyle [{\text{B}}]={\frac {k_{1}}{k_{2}}}[{\text{A}}]}
und:
{\displaystyle {\frac {\mathrm {d} [{\text{C}}]}{\mathrm {d} t}}=k_{1}[{\text{A}}]}
Diese Bedingung ist für das Lösen kinetischer Differential-Gleichungssysteme nützlich, da eine Variable eliminiert werden kann. Die Näherung gilt nur, wenn das System sich im kinetischen Gleichgewicht befindet.